# 宋城

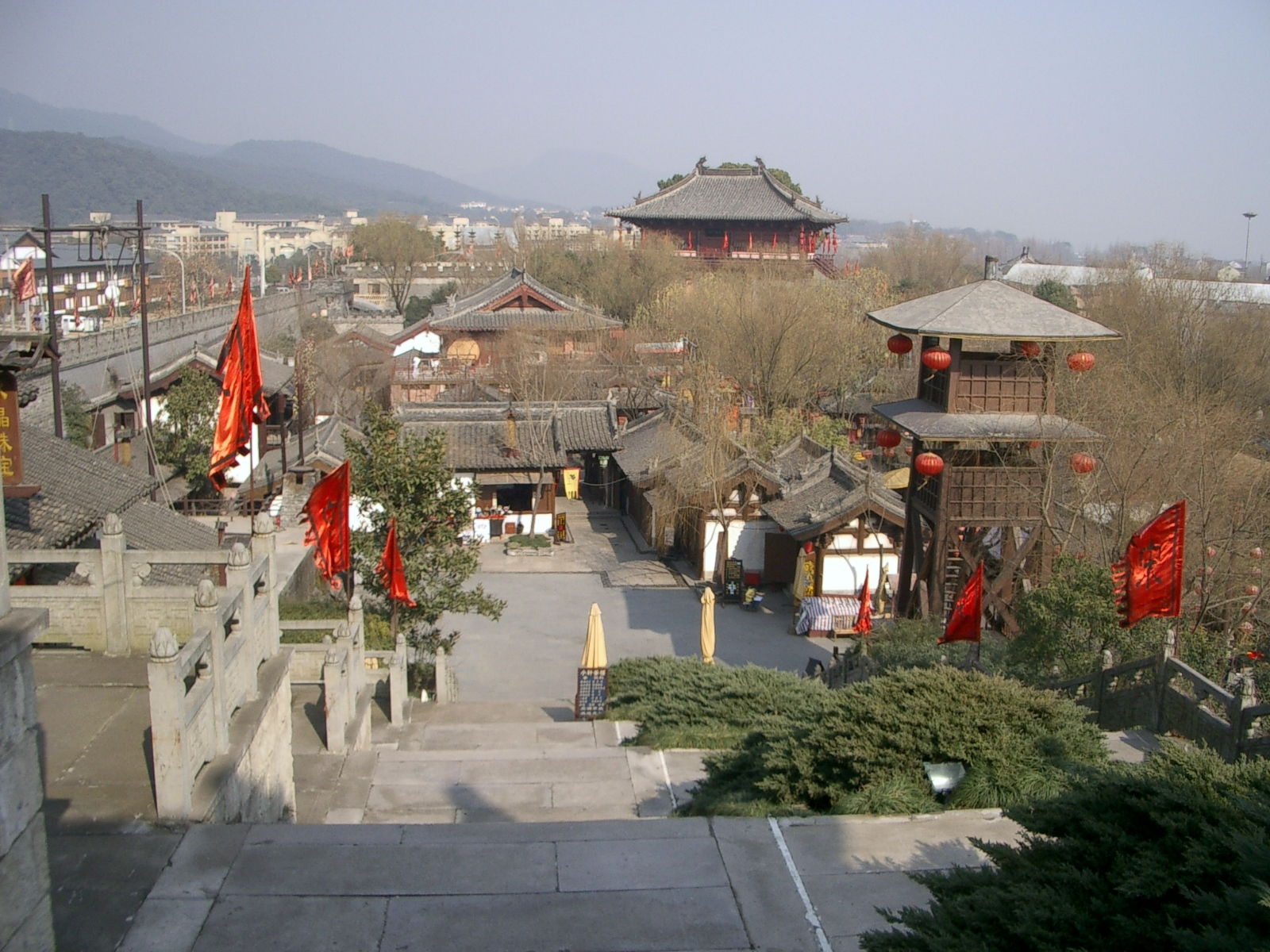
宋城

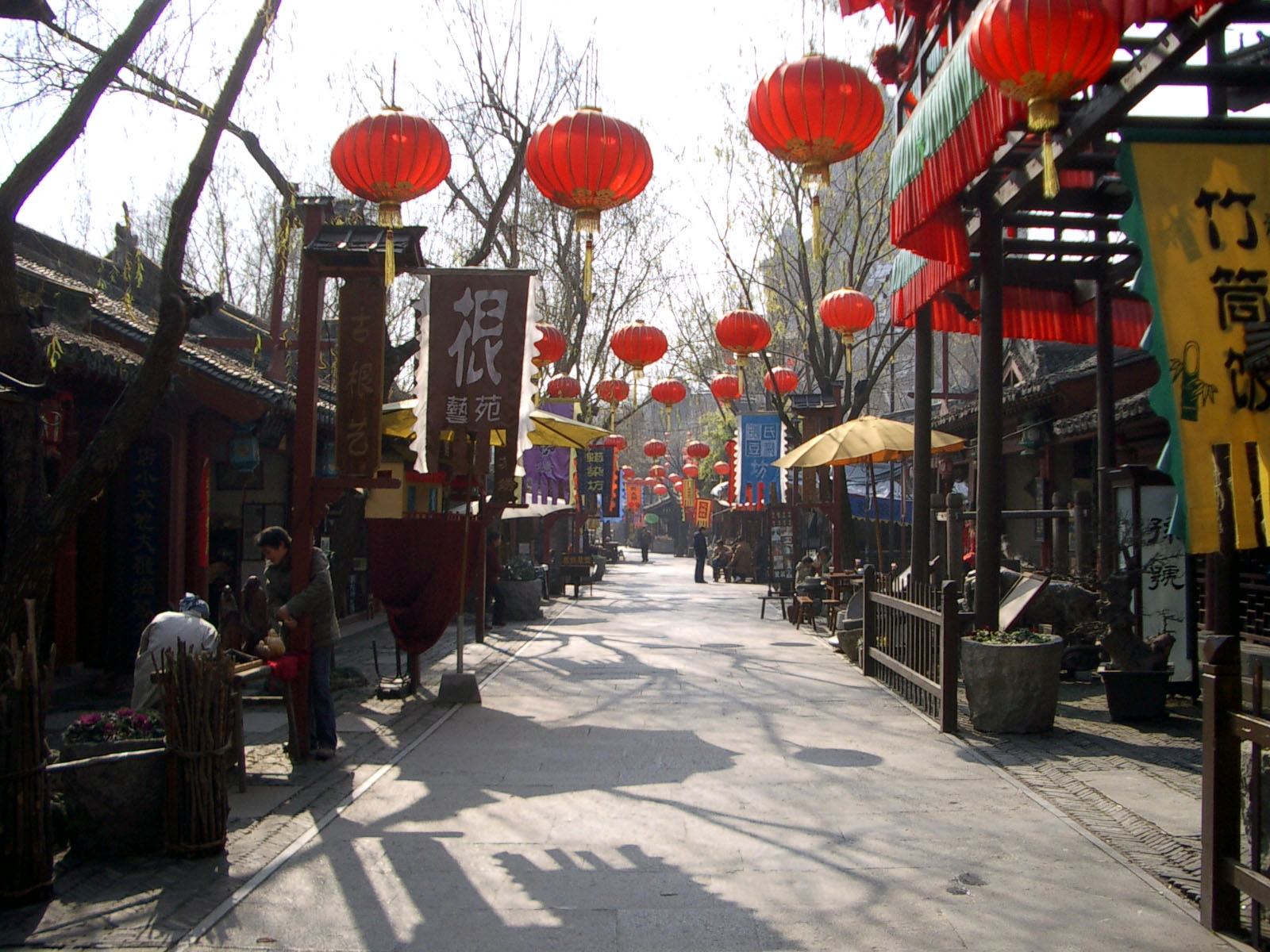
宋城市井街

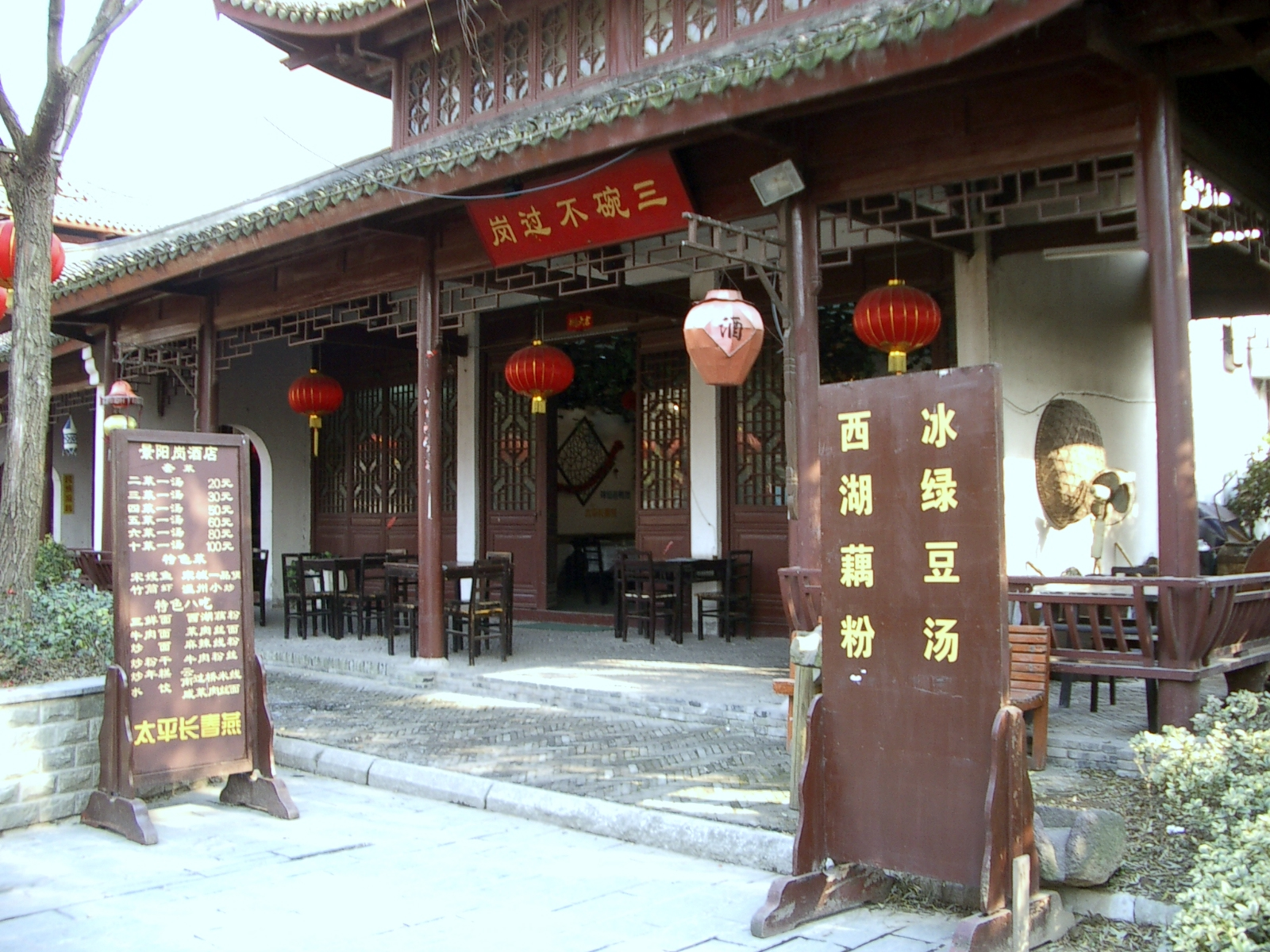
宋城店家

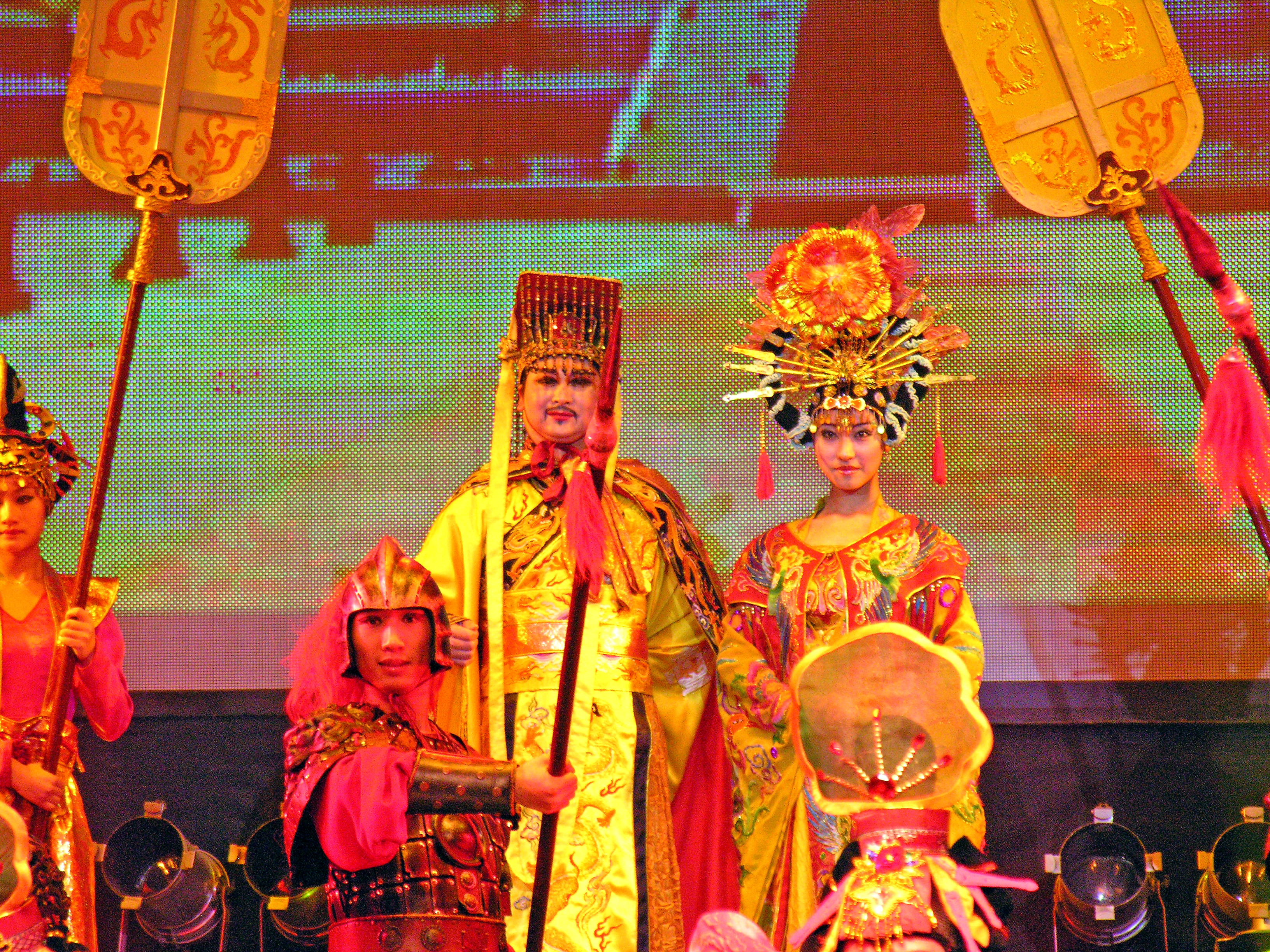
宋城千古情舞台劇演出

宋城是杭州市西湖西南方的一个主题公园，位于西湖区之江路148号。2011年接待游客600万人次，是中国最大的宋朝文化主题公园之一（开封有清明上河园）。由杭州宋城旅游发展股份有限公司（宋城集团旗下）投资、开发和经营。

## 简介
1995年3月工地奠基，1996年5月18日举行开园典礼。2001年1月，景区获国家4A级旅游景区称号。
宋城分为（清明上河图）再现区、九龙广场区、宋城广场区、仙山琼阁区、南宋风情苑区等几部分。
主要景区有怪街、佛山、市井街、宋城河、千年古樟、城楼广场、文化广场、聊斋惊魂等；老作坊有打铁铺、棉花铺、酒坊、染坊、陶泥坊、特色小吃等；表演节目有王员外家小姐抛绣球招婿、越剧、木偶戏、皮影戏、布袋偶、琴锣说唱、街头杂耍、燕青打擂和捉拿武松等。
2012年景区新建失落古城、四大剧院、四大佛窟，推出十多项高科技游乐项目，新增新春大庙会、泼水节、锅庄狂欢节和火把节等主题活动。

## 宋城千古情
《宋城千古情》于1997年3月正式推出，是景区打造的一台大型立体全景式歌舞，它以杭州的历史典故、神话传说为基础，融世界歌舞、杂技于一身，运用高科技手段营造如梦似幻的意境，带给观众强烈的视觉震撼效果。每年观看游客达300万，至今累计演出超过1.2万场，是目前世界上年演出场次最多和观众接待量最大的剧场节目，被海外媒体誉为与拉斯维加斯“O”秀、法国“红磨坊”并列的“世界三大名秀”之一，是唯一获得国家五个一工程奖的旅游演艺类作品。
一场时长1小时，景区一般从中午至晚上每天演五场。
除了杭州，宋城演艺还在西安、三亚、丽江、九寨、桂林、张家界等地建立了千古情景区，推出了当地的千古情演艺秀。

## 游览
景区门票：1.2-1.5米儿童票60元，成人票120元；《宋城千古情》门票：贵宾席140元，尊宾席160元，豪华席360元。
开园时间：09：00--21：00（节假日开园时间提前）。
可乘Y4、Y5、308小站车、K354、K504、观光8号线、夜间线202到宋城站下。